# Кучухидзе, Галактион Акакиевич
Галактион Акакиевич Кучухидзе (1919 год, Сенакский уезд, Кутаисская губерния — неизвестно, Абашский район, Грузинская ССР) — бригадир колхоза имени Сталина Абашского района, Грузинская ССР. Герой Социалистического Труда (1948).

## Биография
Родился в 1919 году в крестьянской семье в одном из сельских населённых пунктов Сенакского уезда. После получения начального образования трудился в частном сельском хозяйстве. С середине 1930-х годов трудился рядовым колхозником в колхозе имени Сталина Абашского района. В послевоенные годы возглавлял полеводческое звено.
В 1948 году звено под его руководством показало высокие результаты при выращивании кукурузы, получив в среднем с каждого гектара по 71,26 центнеров кукурузы на участке площадью 3 гектара. Указом Президиума Верховного Совета СССР от 21 февраля 1948 года удостоен звания Героя Социалистического Труда за «получение высоких урожаев кукурузы и пшеницы в 1947 году» с вручением ордена Ленина и золотой медали «Серп и Молот» (№ 775).
Проживал в Абашском районе. Дата его смерти не установлена.